# Maratus
Maratus es un género de arañas de la familia Salticidae. 
Se conocen comúnmente como arañas pavo real debido a los colores de placas plegables del abdomen de los machos, las cuales exhiben durante cortejo. La expansión de estas placas desempeña también un papel en las interrelaciones entre los machos, que compiten en concursos rituales de exhibición. En contraste las hembras son compactas y de color poco llamativo, con un patrón de blanco a gris y secciones de color marrón oscuro.
Miden entre 4 y 6 mm de longitud, excepto M. sarahae la especie más grande, que alcanza hasta 7,5 mm.
Las especies hasta ahora descritas son endémicas de Australia, excepto M. furvus que es nativa de China.
Viven sobre el suelo o en arbustos bajos.

## Especies
Se conocen 47 especies de Maratus, de las cuales 17 se pueden clasificar en función de los estudios cladísticos, en los siguientes grupos:
Grupo Calcitrans
- Maratus calcitrans Otto & Hill 2012
- Maratus digitatus Otto & Hill 2012
- Maratus jactatus Otto & Hill 2015
- Maratus personatus Otto & Hill 2015
- Maratus plumosus Otto & Hill 2013
- Maratus sceletus Otto & Hill 2015

Grupo Mungaich
- Maratus avibus Otto & Hill 2014
- Maratus caeruleus Waldock 2013
- Maratus karrie Waldock 2013
- Maratus melindae Waldock 2013
- Maratus mungaich Waldock 1995
- Maratus sarahae Waldock 2013

Grupo Pavonis
- Maratus pavonis (Dunn 1947)
- Maratus splendens (Rainbow 1896)
- Maratus watagansi Otto & Hill 2013

Grupo Volans
- Maratus pardus Otto & Hill 2014
- Maratus volans (O. Pickard-Cambridge 1874)

Las otras 30 especies, que aún no está agrupadas, e incluyen las 15 especies antes clasificadas en el género Lycidas, son:
- Maratus amabilis Karsch 1878
- Maratus anomaliformis (Żabka 1987)
- Maratus anomalus (Karsch 1878)
- Maratus bitaeniatus (Keyserling 1882)
- Maratus chloropthalmus (Simon 1909)
- Maratus chrysomelas (Simon 1909)
- Maratus dialeucus (L. Koch 1881)
- Maratus furvus (Song & Chai 1992)
- Maratus griseus (Keyserling 1882)
- Maratus harrisi Otto & Hill 2011
- Maratus heteropogon (Simon 1909)
- Maratus karschi (Żabka 1987)
- Maratus kochi (Żabka 1987)
- Maratus linnaei Waldock 2008
- Maratus michaelseni (Simon 1909)
- Maratus nemo Schubert, 2021
- Maratus nigriceps (Keyserling 1882)
- Maratus nigromaculatus (Keyserling 1883)
- Maratus obscurior (Simon 1909)
- Maratus piliger (Keyserling 1882)
- Maratus pilosus (Keyserling 1882)
- Maratus purcellae Otto & Hill 2013
- Maratus robinsoni Otto & Hill 2012
- Maratus scutulatus (L. Koch 1881)
- Maratus speciosus (O. Pickard-Cambridge 1874)
- Maratus speculiferus (Simon 1909)
- Maratus spicatus Otto & Hill 2012
- Maratus tasmanicus Otto & Hill 2013
- Maratus velutinus Otto & Hill 2012
- Maratus vespertilio (Simon 1901)
- Maratus vittatus (Keyserling 1881)

Como el género Saitis es el más cercanamente emparentado con Maratus, inicialmente algunas especies de Maratus fueron descritas como Saitis.